# マンフレート・カンター

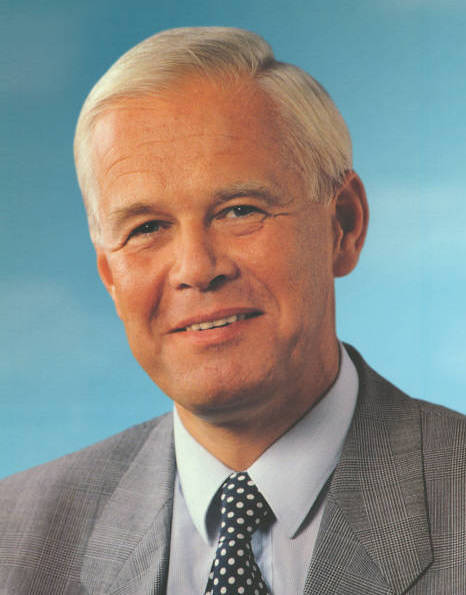
マンフレート・カンター

マンフレート・カンター（Manfred Kanther, 1939年5月26日 – ）は、ドイツの政治家。キリスト教民主同盟（CDU）所属。ヘルムート・コール政権で1993年から1998年まで内務大臣を務めた。シュレジエンのシュヴァイドニッツ（現ポーランド・シヴィドニツァ）出身。

## 経歴
1958年アビトゥーア取得。マールブルク大学とボン大学で法律を学ぶ。学生時代は学友会（Studentenverbindung）組織であるCorps Guestphalia Marburg（現在はCorps Guestphalia et Suevoborussia Marburg）に参加している。1967年から1970年までプレッテンベルクでStadtoberrechtsratの地位にあった。
1974年ヘッセン州議会議員に当選する。1994年ドイツ連邦議会総選挙にハーナウ選挙区から立候補し当選する。1998年にCDUは敗北したが、カンターは再選を果たした。しかし、2000年ヘッセン州で起きた金銭スキャンダルの責任を取り議員辞職した。2005年ヴィースバーデン地方裁判所によって18ヶ月の保護観察処分の判決を受けた。しかし、ドイツ連邦最高裁判所はこの判決を無効と判断し、2006年ヴィースバーデン地方裁判所に差し戻した。 